# Força naval albanesa
La Força naval albanesa (en albanès: Forca Detare të Republikës së Shqipërisë) és la branca naval de les forces armades albaneses.El seu nom va ser canviat de les Forces de Defensa Naval Albanesa el 2010.
L'Armada albanesa té les seves bases en els ports de Durrës i opera diverses bases, inclosa la base Kepi i Palit a Durrës i Pashaliman a Vlorë. Els vaixells de l'armada albanesa son principalment patrulleres i vaixells de suport. La Força Naval opera quatre grans patrullers Damen Stan tipus 4207, tres dels quals es van construir a Albània. la major part d'ells varen ser entregats per la Marina Militare italiana (l'armada italiana), i els Estats Units, tan sols un dragamines rus continua en servei.
La Força Naval realitza principalment tasques, basades en el concepte "una Força, dues Missions". El marc legal s'ha actualitzat per tal de facilitar aquestes missions i la integració UE-OTAN. La Força Naval també és responsable de les ajudes a la navegació, inclosos els fars.
La Marina albanesa tanmateix, està pendent de l'arribada de quatre patrulleres del tipus Stan 4207 provinents dels Països Baixos. Turquia i Grècia també ajuden Albània en un esforç comú per a modernitzar l'acadèmia naval i construir instal·lacions de reparació en el districte de Pashaliman. La Marina també és responsable de l'ajuda a la navegació, i de fer funcionar els fars.

## Història
La història de la marina albanesa es remunta al Comandament General de Potències Militars l'any 1925, després de la creació de la República Albanesa. Els esforços anteriors per crear una força naval albanesa després de la independència albanesa el 1912 van fracassar a causa de l'inici de la Primera Guerra Mundial. En aquest període, Albània posseïa pocs vaixells navals. Després de l'establiment del Regne d'Albanès pel rei Zogú el 1928, la marina va ser reformada en la Marina Reial Albanesa.
Després de la invasió italiana d'Albània i la Segona Guerra Mundial, les Forces Armades Albaneses van ser abolides i molts vaixells van ser destruïts als ports d'Albània.
La història primerenca de la República Popular d'Albània va veure que Albània es recuperava del resultat de l'ocupació italiana i la Segona Guerra Mundial. El 1945, es va construir una drassana a Durrës per reparar els vaixells restants d'Albània.
A mitjans de la dècada de 1950, Albània va començar a modernitzar i ampliar la seva marina. El 1954, es va establir una unitat de vaixells torpeders i les instal·lacions associades a l'illa de Sazan, davant de la costa de Durrës. Una unitat submarina es va establir el 1958. Una acadèmia naval es va obrir a Vlorë el 1961.
Història recent
El col·lapse de la República Popular d'Albània va començar a principis dels anys noranta i es va finalitzar amb les eleccions de 1992 i la fundació de la 4a República Albanesa. La caiguda del comunisme a Albània va inaugurar una nova era de cooperació entre les marines d'Albània i altres nacions europees. A partir de la dècada de 1990, Albània va començar a participar en nombrosos exercicis de recerca i rescat juntament amb altres nacions europees.
Els vaixells de la marina albanesa van resultar greument danyats durant el conflicte polític de 1997. El març de 1998, l'armada albanesa va atracar a Itàlia per a reparació i refugi. Les instal·lacions de la Força Naval també van resultar danyades en el conflicte i es van fer reparacions amb l'ajuda dels Estats Units, Itàlia, Alemanya, Grècia, Turquia i altres països. El mateix any, Albània va retirar els seus quatre submarins de la classe Whisky.
Com a resultat de nombrosos acords fets entre 1998 i 2004, Albània va rebre patrullers donades dels Estats Units i Itàlia per utilitzar-les en operacions de recerca i rescat. Els Estats Units van donar cinc vaixells el 1998, Itàlia va donar sis vaixells el 2002 i Itàlia va donar cinc altres el 2004. El 2004, Albània va signar un acord amb Itàlia pel qual l'Armada Italiana va proporcionar equipament i assistència tècnica a la Força Naval Albanesa per tal d'actualitzar les ajudes a la navegació del país.
El juny de 2007, Albània va canviar el nom i va reorganitzar la seva marina. La recentment nomenada Força Naval es va organitzar després en dues flotilles i un batalló de logística.